# Virginia Pearson
Virginia Belle Pearson (ur. 7 marca 1886 w Anchorage w stanie Kentucky, zm. 6 czerwca 1958 w Hollywood) – amerykańska aktorka sceniczna i filmowa. W latach 1910–1932 wystąpiła w blisko pięćdziesięciu filmach.

## Biografia
Jej rodzicami byli Joseph F. Pearson i Mary Alice Calloway. Miała jednego młodszego brata, Harveya Thompsona Pearsona. Po ukończeniu szkoły Virginia pracowała przez krótki czas jako asystentka w bibliotece publicznej w Louisville. Jako aktorka zadebiutowała na deskach teatrów w Waszyngtonie i Nowym Jorku. Później pojawiać się zaczęła także na ekranach kin. Wystąpiła w blisko pięćdziesięciu filmach.

## Wybrana filmografia[1]
- 1917: Królewski romans
- 1918: Królowa serc
- 1925: Czarodziej z Oz
- 1925: Upiór w operze
- 1926: Milczenie
- 1928: Aktorka
- 1932: Boczna ulica